# Bohna
Bohna (nazývaný také Bunov) je potok který je levostranným přítokem Střelenského potoka. Nachází se ve vojenském újezdu Libavá v pohoří Oderské vrchy (subprovincie pohoří Nízký Jeseník) v okrese Olomouc v Olomouckém kraji. Protože se Bohna nachází ve vojenském prostoru, tak je bez příslušného povolení nepřístupný.

## Popis toku
První (dolní) pramen potoka se nachází v okrajové části Součinnostní střelnice Velká Střelná, severozápadně od zaniklé německé obce Olejovice, severně od kopce Šestsetjednička. Druhý (horní) pramen potoka se nachází severovýchodně od prvního pramene na rybníkem u lesní silnice z Města Libavá do Olejovic. Od soutoku obou pramenů teče Potok jihovýchodním směrem a začíná vytvářet údolí. Protéká kolem zaniklé německé osady a několika bývalých kamenolomů a břidličných hald. Před soutokem se Střelenským potokem je Bohna zdrojem vody rybníka pod haldou. Soutok se Střelenským potokem se nachází u silnice ze zaniklé Velké Střelné do zaniklé Nové Vsi nad Odrou a to poblíž Velkostřelenského mlýna.

## Historie
Místo je známé rozsáhlou těžbou břidlice.
Nad soutokem Střelenského potoka a potoka Bohna existoval ve středověku klášter, který vznikl nedlouho po roce 1200 (nejprve pustevna později premonstrátský klášter Panny Marie a svatého Jiří). Tehdejší představený kláštera Abrahám se sborem řeholníků postavil klášter, který neměl dlouhého trvání a zanikl před polovinou 13. století. Avšak klášter měl podstatný vliv na kolonizaci oblasti Libavska. Pozůstatky kláštera zkoumal roku 1926 A. Zink a roku 1938 Karl Schirmeisen. Potok Bohna je také zmiňován, pod názvem Bunow, ve sporu týkajícího se vymezení hranice panství kláštera Hradisko u Olomouce a Olomouckého biskupství. Spor byl vyřešen v roce 1274.

## Další informace
Obvykle jedenkrát za rok je okolí potoka Bohna přístupné v rámci cykloturistické akce Bílý kámen.

## Galerie

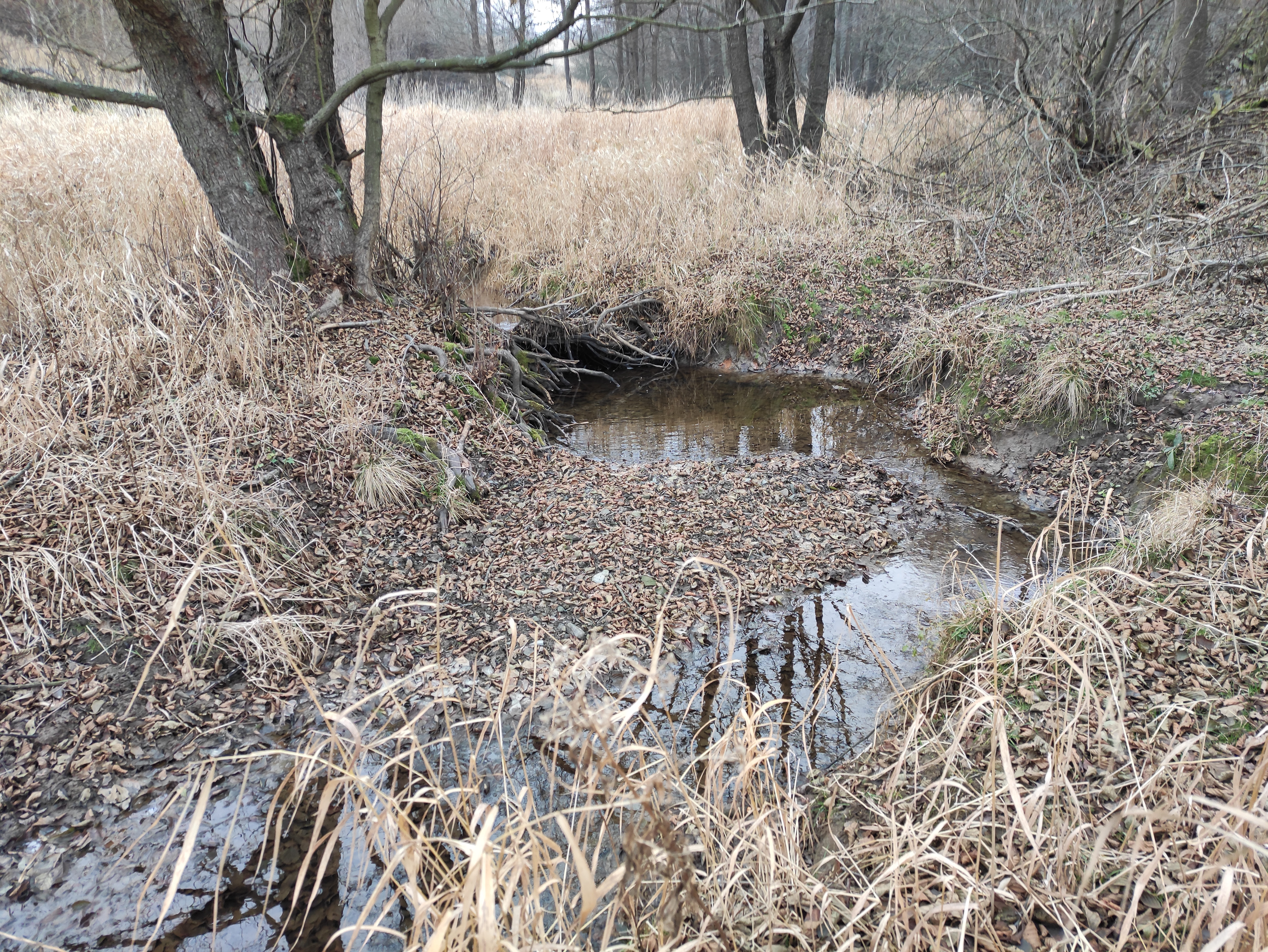
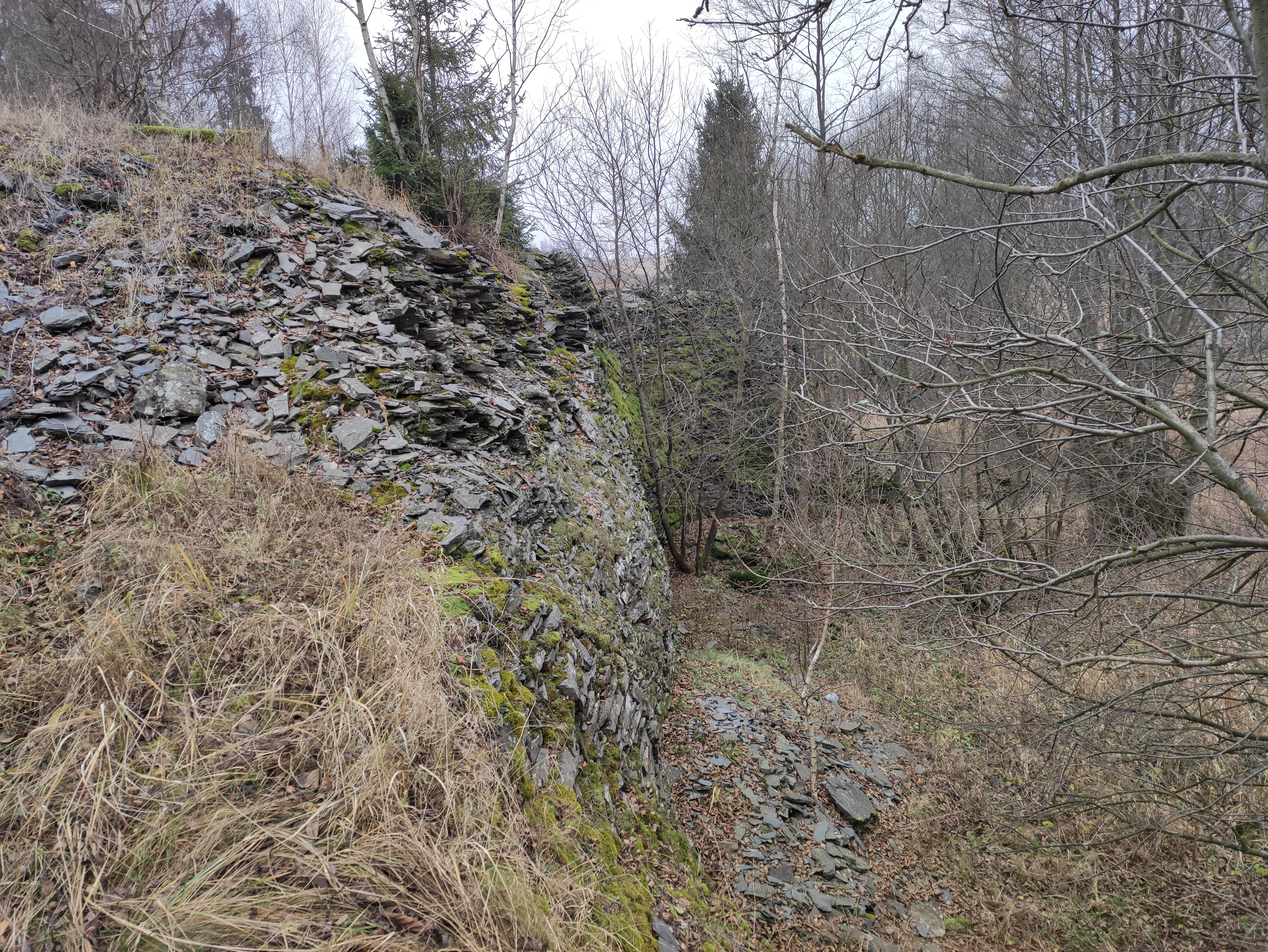
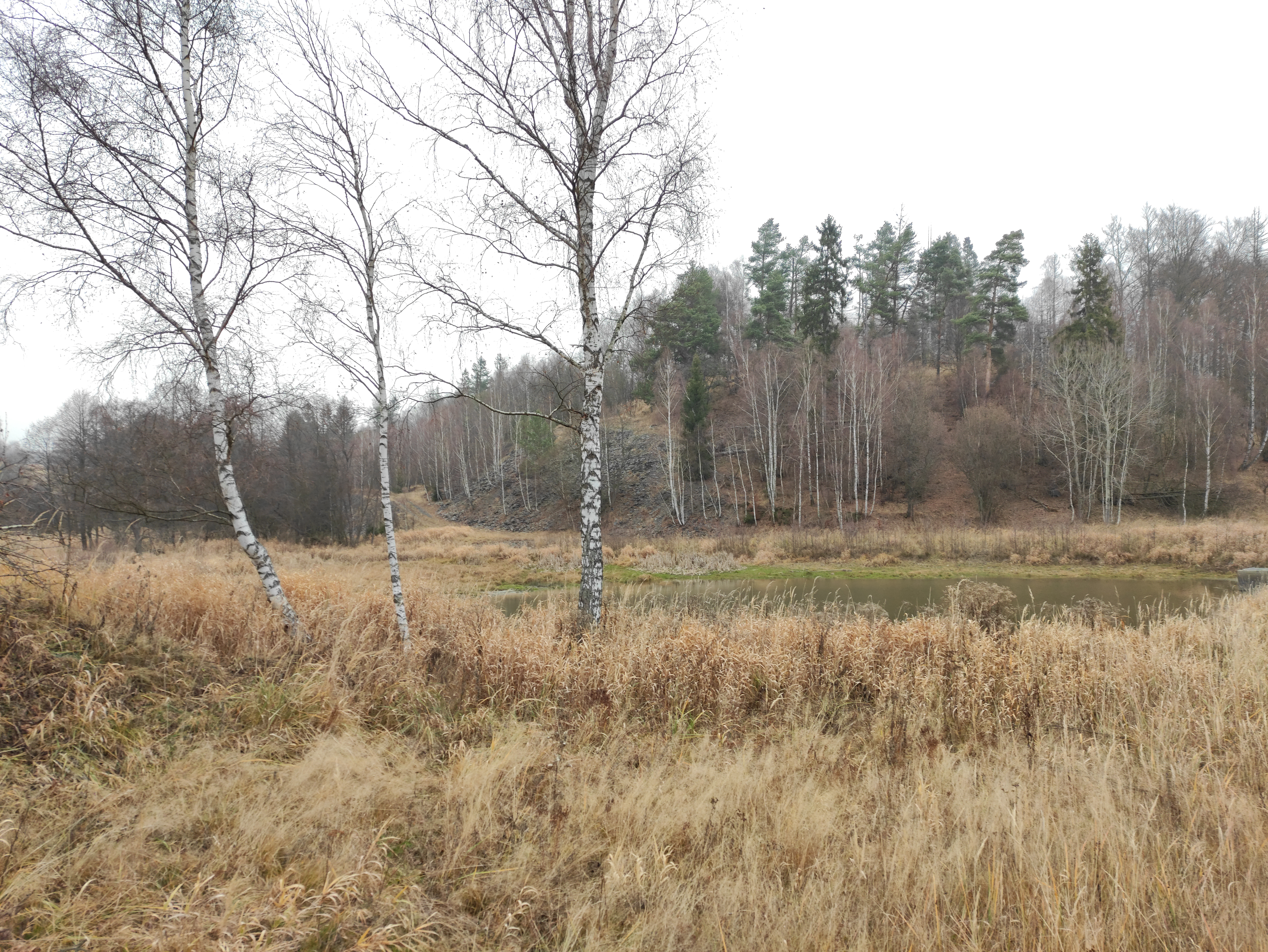
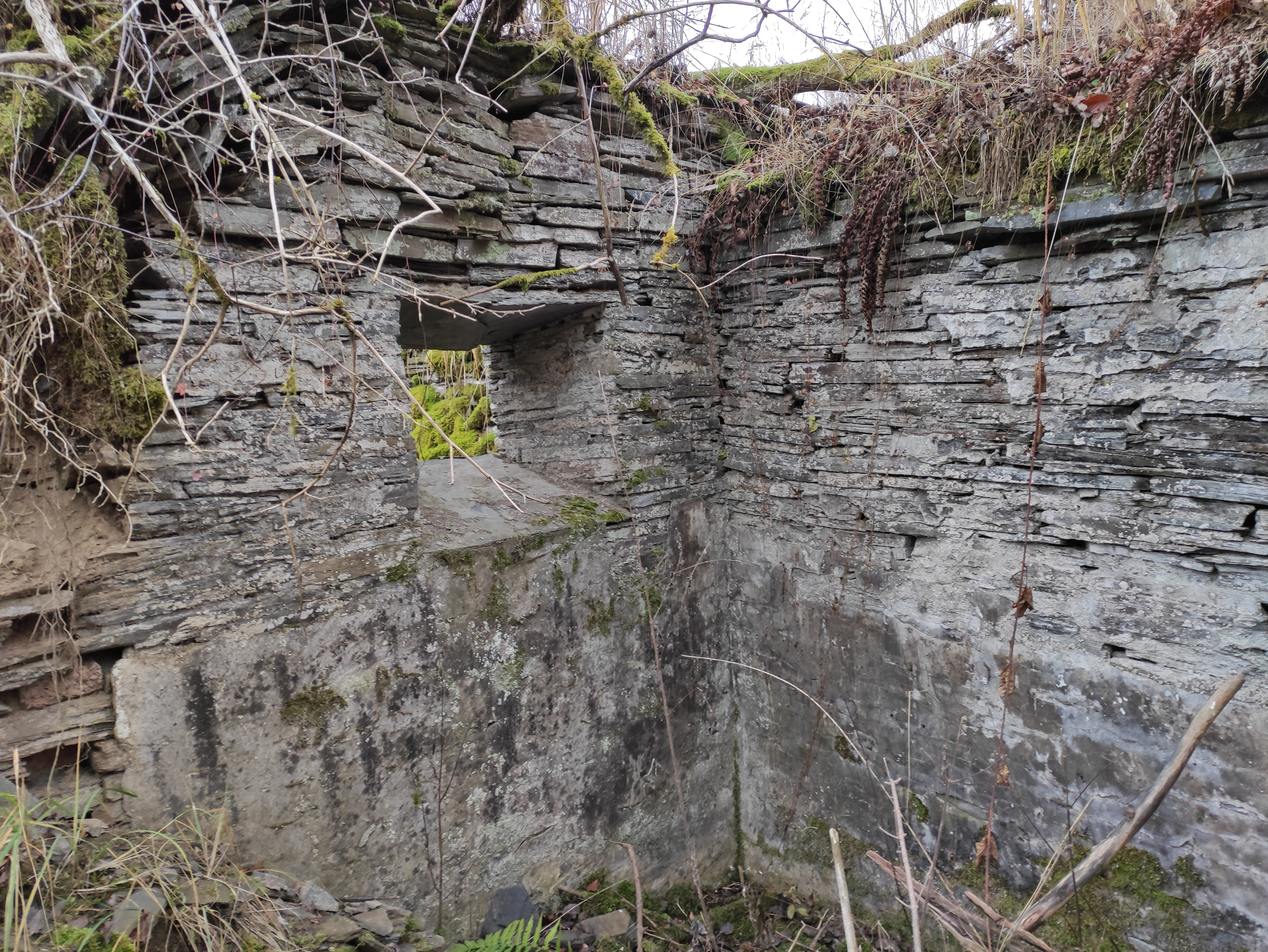
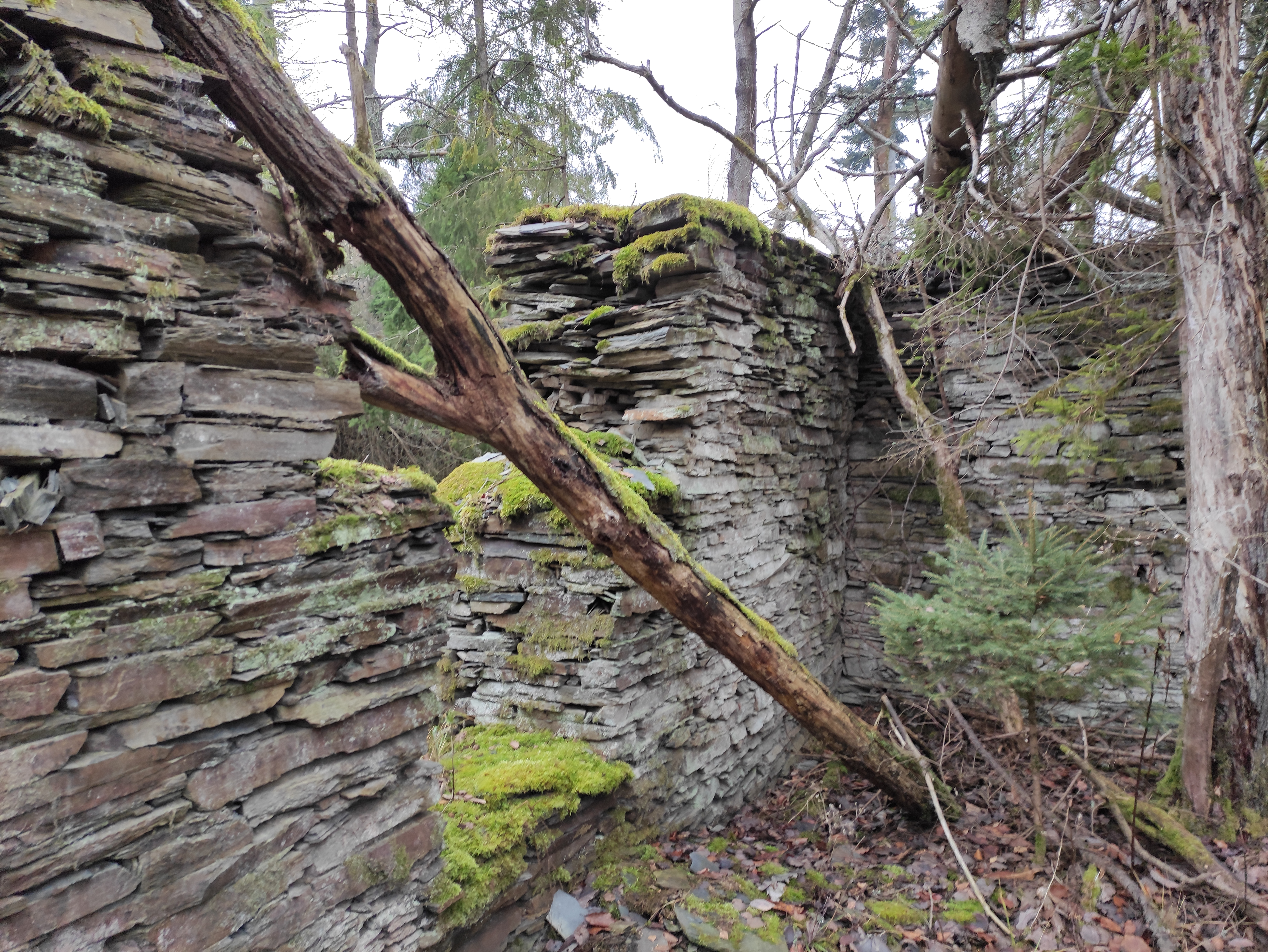
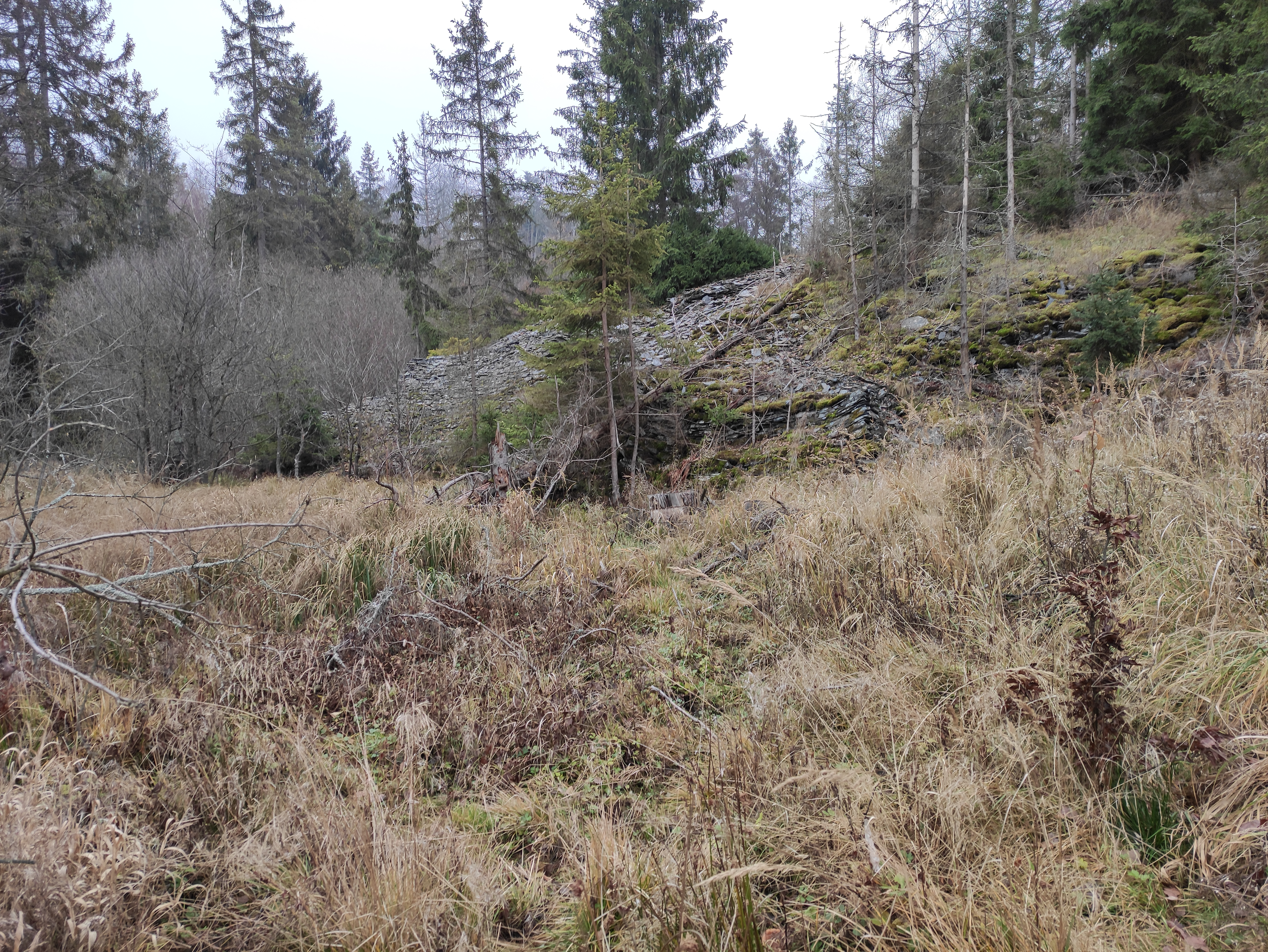
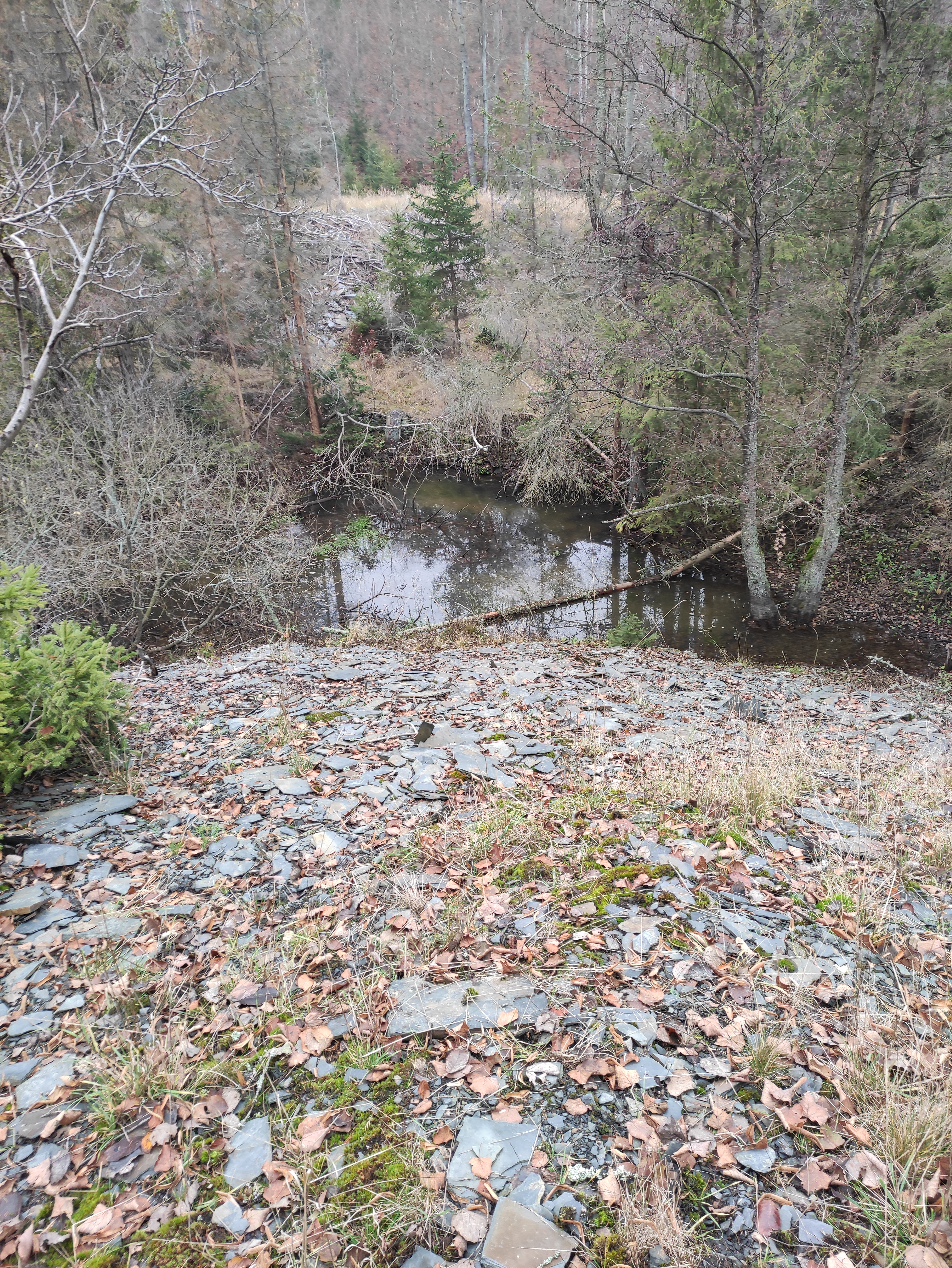
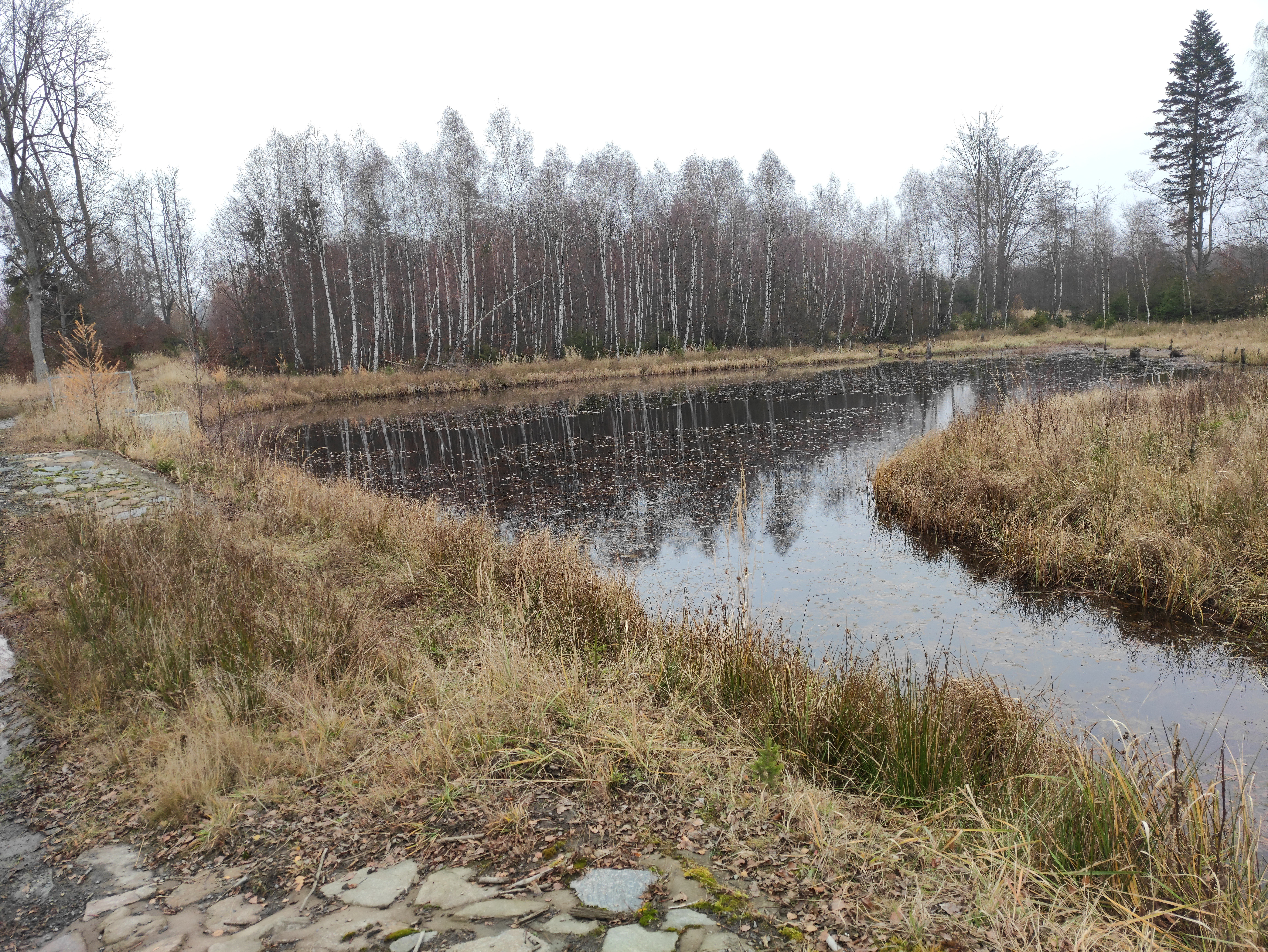
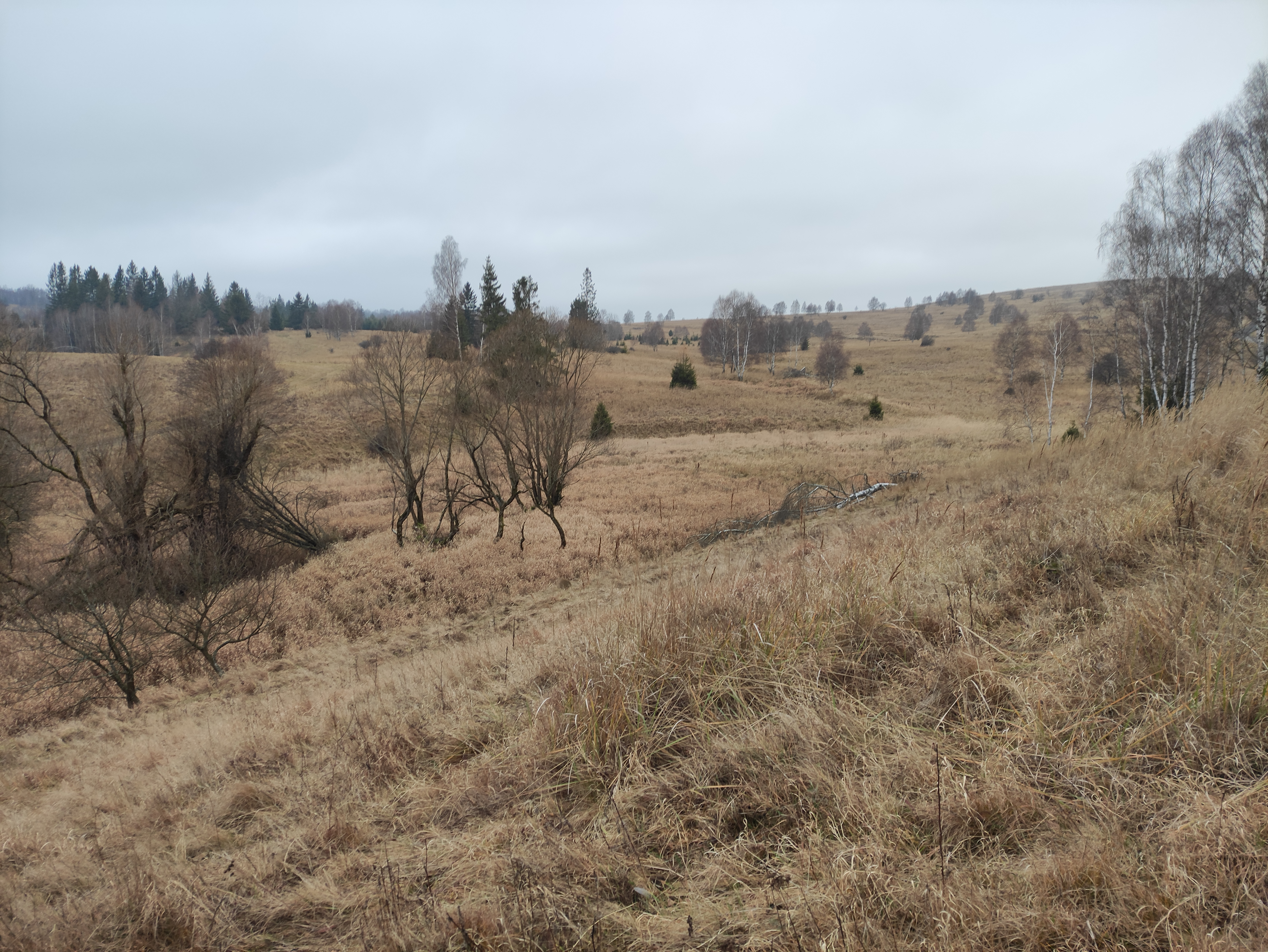